# Centenario de Bolivia

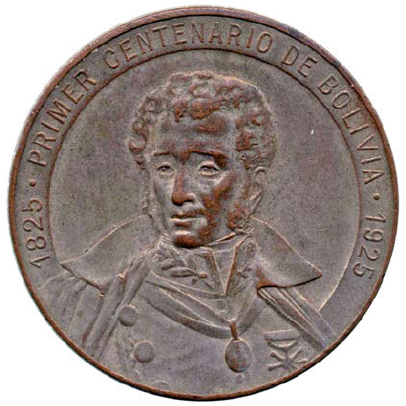
Moneda conmemorativa del centenario de Bolivia con la imagen de Antonio José de Sucre.

El Centenario de Bolivia corresponde a la serie de celebraciones y actividades realizadas en 1925, para conmemorar los 100 años de la declaración de la Independencia de Bolivia. Dichos eventos acontecieron principalmente el 6 de agosto del mencionado año, y fueron encabezados por el presidente de la República, Bautista Saavedra Mallea.

## Contexto
Durante las primeras décadas posteriores a la declaración de independencia en 1825, la economía de Bolivia se caracterizó por un escaso dinamismo y una pérdida de importancia relativa dentro de América del Sur. Sin embargo, a principios del siglo XX, el sector exportador boliviano comenzó a presentar un dinamismo similar al de otras economías de la región, impulsado por un nuevo producto minero, el estaño.

## Eventos del Centenario
Para las celebraciones del centenario se creó un comité Pro Centenario, encabezado por el presidente Bautista Saavedra.
El 5 de agosto de 1925, a las 06:00, el país despertó con salvas y repique de campanas. A las 10:00 las iglesias oficiaron una misa en homenaje a los beneméritos de las guerras del Pacífico y del Acre, minutos después la celebración se engalanó seguidas por el recorrido de las bandas a lo largo del país.

### Sucre
A las 0:00 horas del día 6 de agosto se entonó el Himno Nacional de Bolivia, hubo salvas, repiques, honrando el primer Centenario de Bolivia que fue recibido con pitazos de sirenas y locomotoras a lo largo del país. Esta fiesta se extendió hasta la madrugada del día siguiente.
Los Senadores y Diputados se reunieron en la ciudad de Sucre, donde ofrecieron una sesión destinada a rendir homenaje a los fundadores de la República. A las 10 de la mañana, se realizó un solemne Te Deum cantado a trescientas voces. En la Plaza 25 de Mayo, se realizó un desfile patriótico al que concurrió toda la sociedad de la ciudad de Sucre. En el Cerro Churuquella de la ciudad se colocó la imagen del Sagrado Corazón de Jesús, un monumento de bronce que se fundió en Italia.

### La Paz
Los preparativos en la ciudad de La Paz, sede de gobierno de Bolivia, incluyeron la decoración de las fachadas del Palacio Legislativo, la Catedral basílica, la Prefectura y la Policía con abundante iluminación eléctrica. El 5 de agosto hubo un desfile donde se adornaron la entrada a la plaza Murillo con guirnaldas y luces, así como la Avenida 16 de julio con escudos nacionales. La noche del 5 se realizó un primer desfile nocturno en La Paz, marcado por carros alegóricos y anuncios armados por las casas comerciales y algunas tiendas. En este desfile estuvieron el prefecto del departamento de La Paz y el presidente del Honorable Concejo Municipal. Esta manifestación fue encabezada por una bandera nacional de más de una cuadra de extensión, seguida por diversas escuelas de instrucción primaria, agrupaciones obreras y posteriormente los anuncios comerciales llevados a pie. El número de vehículos que componían el desfile pasaba de 2010.
El 6 de agosto, en La Paz hubo una sesión de honor en el Palacio Legislativo, con la presencia del presidente Bautista Saavedra. En dicha sesión, el secretario del Senado, el presidente de la Cámara de Diputados, el presidente del Congreso y además el presidente de la República pronunciaron extensos discursos de inauguración del nuevo año legislativo y en ocasión a los cien años de la fundación de la República, dando lectura, asimismo, al Acta de la Independencia.

### Otras celebraciones

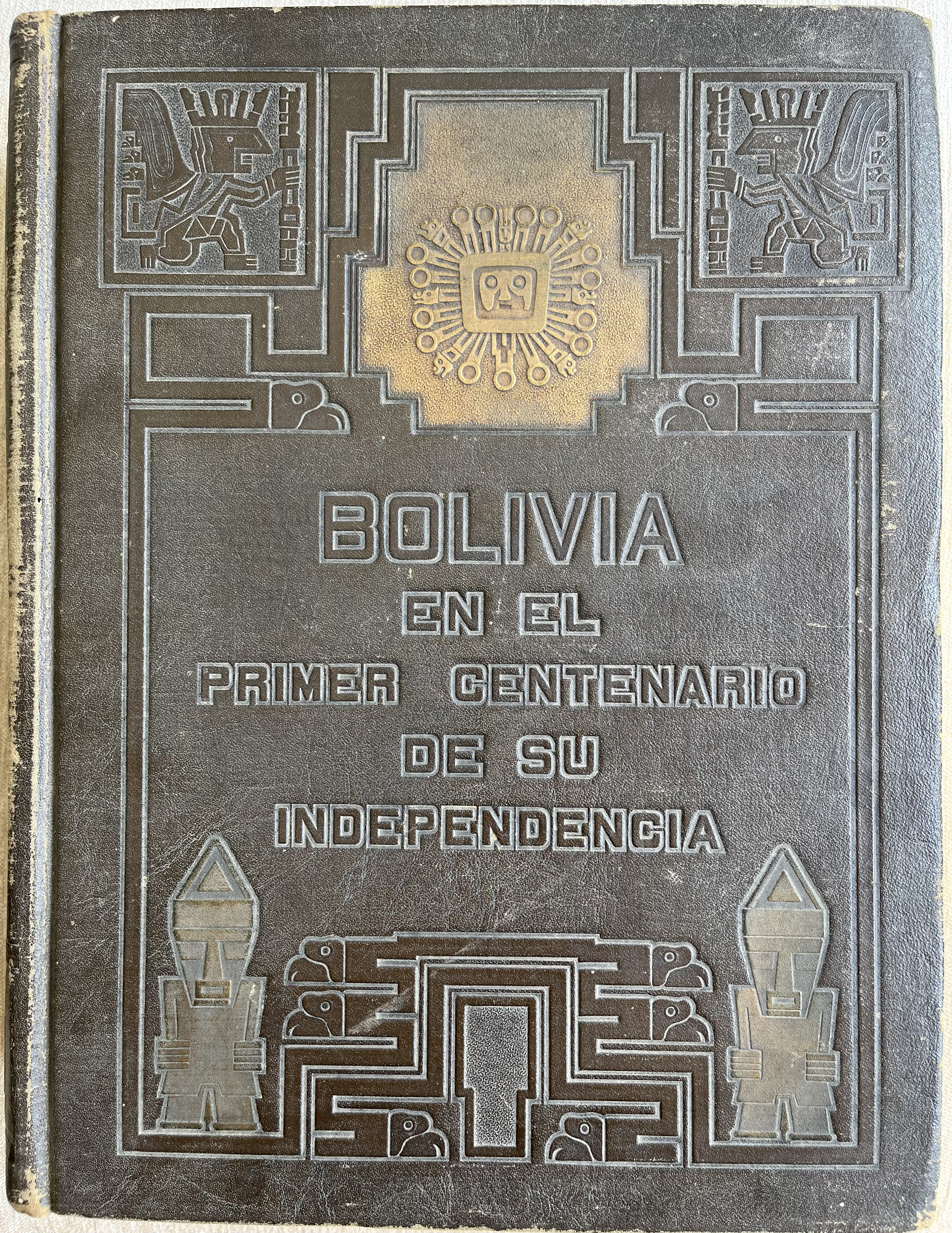
"Bolivia en el primer centenario de su independencia", dirigido como homenaje a Bolivia por Ricardo Alarcón.

Como eventos importantes durante el año del Centenario, se destacan la creación de la primera línea aérea boliviana, Lloyd Aéreo Boliviano, el 14 de septiembre, una de las primeras de Sudamérica. También se llevó a cabo la instalación de la primera fábrica textil en el país y la inauguración de los servicios de alcantarillado en la ciudad de La Paz.
Por ocasión del año del centenario, el estado creó la condecoración nacional Orden del Cóndor de los Andes por Decreto Supremo del 18 de abril para los bolivianos destacados, distinguidos intelectuales, exploradores o reputados científicos que venían realizando importantes estudios en el país, los que publicados o desarrollados en el extranjero contribuyeron eficazmente a la propaganda de las riquezas de Bolivia.
En la ciudad de Santa Cruz de la Sierra se entregó el primer sistema de agua potable por cañerías de la ciudad como una de las obras por la conmemoración del primer centenario de la independencia de Bolivia.
En horas de la noche del 5 de agosto se realizó en la ciudad de Oruro un paseo de antorchas y carros alegóricos y luego como parte del regocijo se dispuso la iluminación general de la ciudad y una banda escolar de Challapata amenizó la fiesta nocturna, también tuvo lugar un gran baile de honor en el Club Oruro y un banquete ofrecido por el directorio Obrero Republicano.
En Oruro se entregó la Avenida "6 de Agosto" como parte de las obras conmemorativas, que hasta entonces era conocido el "Bulevar del Ferrocarril".
Además de sacarse una edición de estampillas y monedas conmemorativas del centenario, hubo algunas obras publicadas en homenaje a los cien años de la independencia. Algunas de estas incluyen la obra "Los cien años de la República", que fue editada por José Agustín Morales, así como el libro "Bolivia en el primer centenario de su independencia", dirigido por J. Ricardo Alarcón.